# Sapromyza teneriffensis
Sapromyza teneriffensis är en tvåvingeart som beskrevs av Frey 1936. Sapromyza teneriffensis ingår i släktet Sapromyza och familjen lövflugor.
Artens utbredningsområde är Kanarieöarna. Inga underarter finns listade i Catalogue of Life.